# Doniford Halt
 Doniford Halt – stacja kolejowa w miejscowości Watchet w hrabstwie Somerset w Wielkiej Brytanii. Obecnie stacja przelotowa zabytkowej kolei West Somerset Railway.  Stacją wybudowano w r. 1987, już w momencie obsługi ruchu turystycznego na linii. Pociągi zatrzymują się na żądanie.